# Sleptó
Els sleptons són els supercompanys dels leptons. Aquests inclouen el selectró, l'smuó, l'stauó, i els sneutrins.
| Sleptó             | Símbol                                  | Leptó associat    | Símbol                       |
| ------------------ | --------------------------------------- | ----------------- | ---------------------------- |
| Primera generació  |                                         |                   |                              |
| Selectró           | {\displaystyle {\tilde {e}}}            | Electró           | {\displaystyle e}            |
| Sneutrí electrònic | {\displaystyle {\tilde {\nu }}_{e}}     | Neutrí electrònic | {\displaystyle \nu _{e}}     |
| Segona generació   |                                         |                   |                              |
| Smuó               | {\displaystyle {\tilde {\mu }}}         | Muó               | {\displaystyle \mu }         |
| Sneutrí muònic     | {\displaystyle {\tilde {\nu }}_{\mu }}  | Neutrí muònic     | {\displaystyle \nu _{\mu }}  |
| Tercera generació  |                                         |                   |                              |
| Stau               | {\displaystyle {\tilde {\tau }}}        | Tau               | {\displaystyle \tau }        |
| Sneutrí tauònic    | {\displaystyle {\tilde {\nu }}_{\tau }} | Neutrí tauònic    | {\displaystyle \nu _{\tau }} |